# 南の島のフリムン
『南の島のフリムン』（みなみのしまのフリムン）は、2009年公開の日本映画。
お笑い芸人のゴリの長編映画監督デビュー作品。『ドロップ』に続く、吉本興業と角川映画のコラボレーションとして製作された。
「フリムン」は沖縄方言（ウチナーグチ）で「馬鹿者」の意味。

## あらすじ
沖縄・コザの養豚場で働く栄昇（ゴリ）はいつも仲間とバカなことをして遊ぶ気ままな男。あるとき行きつけの ポールバーで、新人のアメリカ人ダンサーのオレンジに一目惚れする。同じく彼女に惚れた米軍兵のマックス（ボビー・オロゴン）と彼女を賭けた決闘に臨むことになる。

## キャスト
- 栄昇：ゴリ
- マサル：照屋政雄
- ヒトシ：諸見里大介
- マックス：ボビー・オロゴン
- りみ：AKINA
- 金城先生：平良とみ
- 東風平：川田広樹
- オレンジ：レイラ
- 吉田妙子
- 福田加奈子
- 占い師：夏川りみ（友情出演）
- ポールバー従業員：ISSA（友情出演）[1]
- ポールバー受付：KEN（友情出演）[1]

## 挿入歌
- 劇中歌：「ハイジ」ZUKAN（R and C）
  - 作詞：ZUKAN、阿部義晴
  - 作曲：ZUKAN
  - 編曲：阿部義晴

## 裏話
ゴリがボビー・オロゴンに出演交渉した際に英語が話せるかどうか聞いたところ、ボビーは話せると自信満々だったため安心してキャストに入れたが、いざ撮影が始まるとボビーの英語は訛りが酷かったためエキストラのアメリカ人も聞き取れなかったとの事。